# Конрад Балтазар фон Щархемберг
Конрад Балтазар фон Щархемберг (на немски: Konrad Balthazar von Starhemberg; * 1612, Виена; † 3 април 1687, Виена) е имперски граф от стария австрийски благороднически род Щархемберг, държавник и политик, имперски съветник, кемерер и частен съветник, господар на Шьонбюхел, рицар на Ордена на Златното руно.

## Живот
Той е син на Паул Якоб фон Щархемберг (* 11 декември 1560; † 24 октомври 1635, Виена) и втората му съпруга фрайин Доротея фон Танхаузен (* ок. 1575; † 23 март 1622), дъщеря на фрайхер Конрад фон Танхаузен († 1601) и Барбара Доротея фон Тойфенбах († 1595). Внук е на Рюдигер IX фон Щархемберг (1534 – 1582).
Конрад Балтазар е императорски хауптман, ранен е в битката при Ньордлинген. Той става императорски таен съветник и императорски щатхалтер на Виена. През 1643 г. е издигнат на имперски граф. От 1680 г. е рицар на Ордена на Златното руно и става щатхалтер на Долна Австрия.
Умира на 3 април 1687 г. във Виена и е погребан в Ефердинг, Горна Австрия.
Щархембергите са от 1765 г. имперски князе.

## Фамилия
Първи брак: на 10 април 1635 г. във Виена с графиня Анна Елизабет фон Цинцендорф-Потендорф († 28 септември 1659), вдовица на Кристоф Вилхелм фон Целкинг (* 1575; † 27 април 1631, Виена), дъщеря на фрайхер Йохан Йоахим фон Цинцендорф-Потендорф (1570 – 1626) и Мария Юта (Юдит) фон Лихтенщайн-Фелдсберг (1575 – 1621), дъщеря на Хартман II фон Лихтенщайн (1544 – 1585) и графиня Анна Мария фон Ортенбург (1547 – 1601). Те имат децата:
- Анна Мария фон Щархемберг
- Ернст Рюдигер фон Щархемберг (* 11 януари 1637, Грац; † 4 юни 1701, Фьозендорф при Виена), граф, фелдмаршал, 1682 – рицар на Ордена на Златното руно, спасител на Виена от турците (1683), женен I. сл. 5 април 1660 г. за графиня Хелена Доротея фон Щархемберг (* 1634, Вилдберг; † 19 декември 1688, Виена), II. на 14 май 1689 г. във Виена за графиня Мария Йозефа Йоргер цу Толет (* ок. 1668; † 10 март 1746, Виена)
- Максимилиан Лоренц фон Щархемберг (* ок. 1640; † 1689, убит в битка), 1689 г. фелдмаршал, женен на 27 юли 1712 г. за графиня Доротея Поликсена фон Шерфенберг († 27 юли 1712)

Втори брак: на 18 февруари 1660 г. във Виена с Катарина Франциска ди Кавриани (* ок. 1640; † 1716), дъщеря на граф Фридрих/Федерико Карло Кавриани (1597 – 1662) и графиня Елизабет фон Мегау († 1684). Те имат четирима сина:
- Леополд Карл фон Щархемберг (* 1661, Виена; † 1664)
- Франц Отокар фон Щархемберг (* 9 май 1662, Виена; † 21 октомври 1699, Стокхолм), граф, имперски кемерер, частен съветник и имперски пратеник в Стокхолм, женен на 21 януари 1688 г. за Мария Цецилия фон Риндсмаул (* 2 януари 1664, Грац; † 17 август 1737, Виена), дъщеря на граф Йохан Ото фон Риндсмаул († 1667) и Елеонора фон Дитрихщайн (* 1639); имат 6 деца
- Гундакер Томас фон Щархемберг (* 15 декември 1663, Виена; † 8 юли 1745, Виена), финансов съветник, австрийски политик, 1712 г. рицар на Ордена на Златното руно, женен на 13 януари 1688 г. в „Св. Михаел“, Виена за графиня Мария Беатрикс Франциска фон Даун (* 9 януари 1665; † 8 януари 1701, Виена), II. на 3 февруари 1707 г. в „Ст. Стефан“, Виена за графиня Мария Йозефа Йоргер цу Толет (* 1668; † 12 март 1746, Виена), вдовица на полубрат му Ернст Рюдигер фон Щархемберг (1638 – 1701)
- Леополд (* ок. 1664)
- Паул Йозеф Якоб фон Щархемберг (* ок. 1664; † 1684, убит в битка)